# White Ring
El White Ring (en japonès: 長野市真島総合スポーツアリーナ) és un complex esportiu situat a la ciutat de Nagano (Japó), utilitzat per a la pràctica del patinatge artístic sobre gel i el patinatge de velocitat en pista curta.
Construït amb motiu dels Jocs Olímpics d'Hivern de 1998 realitzats a Nagano, té una capacitat de 7.000 espectadors, i fou la seu de les proves de patinatge artístic i patinatge de velocitat en pista curta.